# Secugnago
Secugnago (lombardul: Scügnài) település Olaszországban, Lombardia régióban, Lodi megyében. Lakosainak száma 1958 fő (2023. január 1.). Secugnago Brembio, Casalpusterlengo, Mairago és Turano Lodigiano községekkel határos.

## Népesség
A település lakossága az elmúlt években az alábbi módon változott:
| Lakosok száma | 2010 | 1970 | 1958 |
|               | 2017 | 2018 | 2023 |